# Daisuke Nakamura
Daisuke Nakamura (jap. 中村大介; ur. 10 czerwca 1980) − japoński zawodnik mieszanych sztuk walki (MMA). W swojej karierze MMA walczył m.in. dla organizacji PRIDE, DREAM, Strikeforce oraz Cage Rage. Były mistrz DEEP w wadze lekkiej (do 70 kg).

## Kariera MMA
W MMA zadebiutował w 2002 roku na gali PRIDE (ówcześnie czołowej organizacji MMA na świecie) wygrywając z mającym wtedy ponad 40 zawodowych walk Amerykaninem Shannonem Ritchem przez poddanie rywala dźwignią na łokieć - po latach owa technika stała się wizytówką Nakamury który większość swoich rywali poddawał różnymi wariantami tej dźwigni. W PRIDE stoczył jeszcze dwa pojedynki w 2005 przegrywając z Brazylijczykiem Marcusem Aurélio oraz w 2006 roku poddając swoją firmową dźwignią na łokieć rodaka Seichi Ikemoto. Między pojedynkami w PRIDE walczył na mniejszych japońskich galach i turniejach m.in. w DEEP notując bilans 8-7. W tym samym roku związał się na dwie walki z brytyjskim Cage Rage. Pierwszy pojedynek w sierpniu na Cage Rage 16 wygrał poddając kluczem na rękę (kimura) Brytyjczyka Michaela Johnsona, a w drugim (9 grudnia) który był już pojedynkiem o pas mistrzowski przegrał z Brazylijczykiem Vitorem Ribeiro przez tę samą technikę którą poddawał wcześniej Johnsona - kimurę.
Lata 2007−2010 to pojedynki dla rosyjskiej organizacji M-1 Global oraz nowo założonej po upadku PRIDE w 2007 roku DREAM. Od przegranej z Ribeiro zanotował do 11 grudnia 2010 roku dwanaście wygranych pojedynków w tym aż sześć przez dźwignię na łokieć i latające dźwignie (zakładane na rywalu nie dotykając podłoża) poddając tak m.in. rodaka Hideo Tokoro oraz trzy przegrane z Mitsuhiro Ishidą, Naoyuki Kotanim i Justinem Wilcoxem. 25 kwietnia 2010 roku na pożegnalnej gali Hidehiko Yoshidy wygrał z Ganjo Tentsuku na punkty.
29 maja 2011 roku na DREAM Fight for Japan! uległ rodakowi Katsunori Kikuno po trzy-rundowym pojedynku. Na początku 2012 roku pokonał wieloletniego zawodnika PRIDE Akihiro Gōno przez decyzję sędziów na gali DEEP: 57 Impact, a w czerwcu (58 Impact) zdobył pas mistrzowski tejże organizacji w wadze lekkiej pokonując na punkty Yasuaki Kishimoto. W pierwszej obronie pasa na DEEP: 60 Impact znokautował latającym kolanem i ciosami w parterze Takafumi Ito w październiku 2012 roku. W kolejnej walce (26 kwietnia) stracił tytuł na rzecz byłego mistrza Sengoku Satoru Kitaoki, przegrywając z nim na punkty.